# Pulversintern
Pulversintern (englisch powder slush oder slush molding) ist in der Kunststoffverarbeitung ein Urformprozess zur Herstellung von z. B. Türverkleidungen, Armaturenbrettern oder anderen Oberflächen, die hauptsächlich im Fahrzeuginnenraum verwendet werden, aus Kunststoffpulver. Es entsteht dabei eine optisch und haptisch ansprechende Oberfläche, da unterschiedliche Narbungen (geometrisch, lederähnlich) in das Werkzeug eingebracht werden können.
Das Ausgangsmaterial PVC oder thermoplastische Elastomere, beispielsweise auf Urethanbasis (TPU), seltener auf Olefin- (TPO) oder Polyester-Basis (TPEE), kommt entweder als Pulver oder als Plastisol vor.

## Prozess
Die aufeinanderfolgenden Prozesse sind:
1. Aufheizen eines Werkzeugs (meist aus Nickel für die Serienproduktion, aber auch Aluminium)
2. Zusammenbringen des heißen Werkzeugs mit dem Kunststoffpulver das an der Werkzeugwand haftet und aufsintert.
3. Drehen und Schwenken des Werkzeugs, um eine gleichmäßig dicke Folie oder Haut zu erhalten. Die durchschnittliche Dicke beträgt dabei 1,0 mm bis 1,2 mm, kann aber in Ecken und Radien auch bis zu 3 mm erreichen.
4. Ausschütten des überschüssigen Pulvers.
5. Erhitzen auf 155–170 °C[1] um das anhaftende Pulver komplett zu gelieren. Dabei wird die Rückseite homogenisiert, um eine gleichmäßige Oberfläche zu erhalten.
6. Abkühlen des Werkzeugs, um das Produkt zu entnehmen.

Im Gegensatz zum Rotationsverfahren wird hier kein Hohlkörper erzeugt, sondern eine dickwandige "Folie", die die Form des Werkzeuges aufweist. Auch ist die Produktionsdauer für Einfachhäute mit unter 10 min deutlich kürzer und deshalb auch für eine Serienproduktion geeignet. Durch Mehrfachwerkzeuge können auch bis zu 8 Bauteile gleichzeitig gefertigt werden (z. B. Handschuhkastendeckel).

## Anlagen
Der Aufbau einer Slushanlage kann hauptsächlich in 2 Typen unterschieden werden: 
- Luftbeheizte Anlagen: Das Werkzeug wird in einem Umluftofen (ähnlich einem Backofen) auf bis zu 300 °C erwärmt. Die Abkühlung erfolgt über zugeführte kalte Luft oder per Eintauchen oder Besprühen mit Wasser.
- Ölbeheizte Anlagen: Auf der Rückseite des Werkzeuges werden Rohre, verschweißt, durch die heißes Öl zum Aufwärmen oder kaltes Öl zum Abkühlen läuft.

## Hersteller von PVC-Häuten
Bekannte Automobilzulieferer, die diese Slushprozesse verwenden, sind z. B. Faurecia, Magna International, Johnson Controls (JCI), Samvardhana Motherson Peguform und viele weitere.